# Alice L. Pérez Sánchez

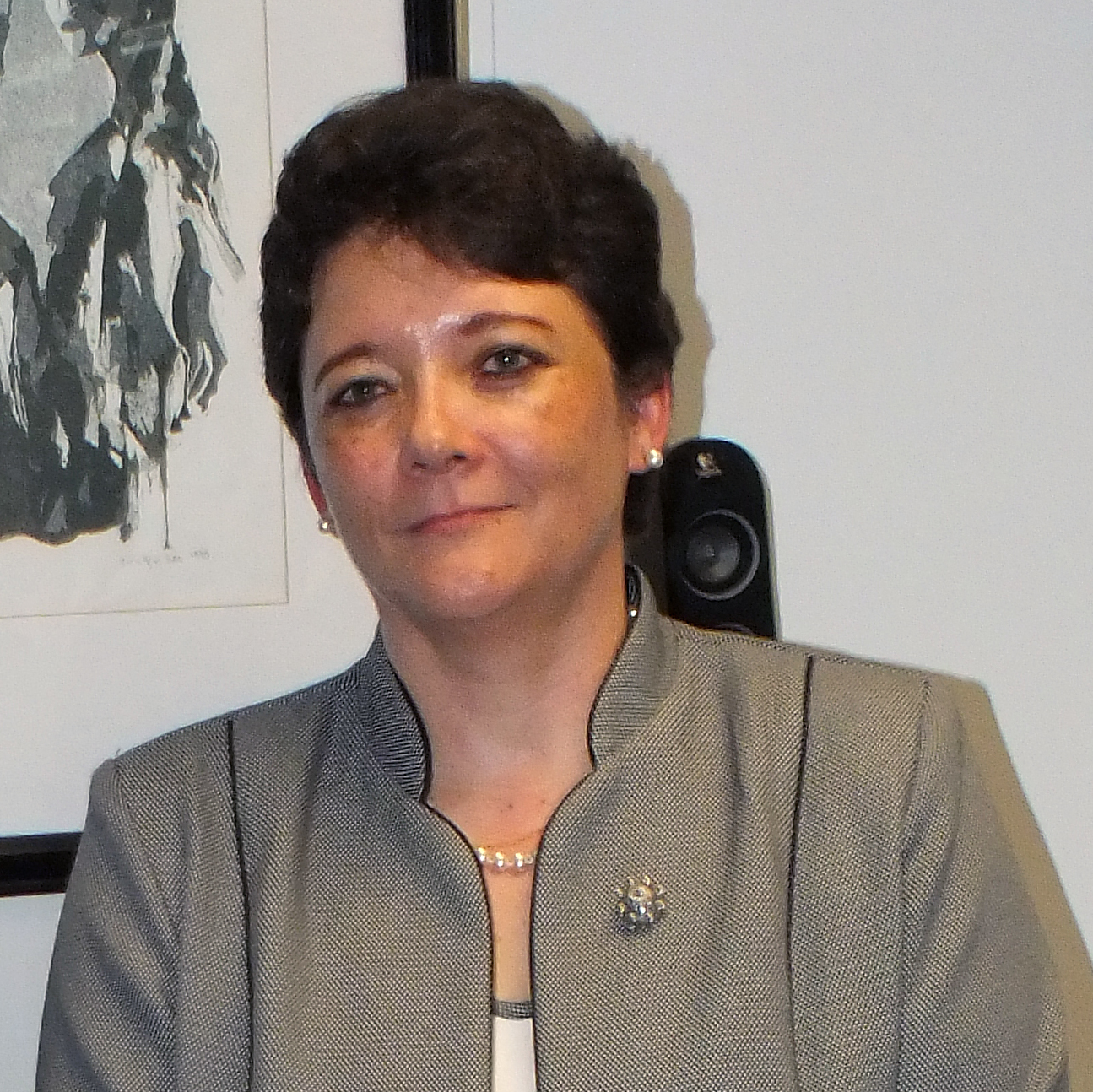

Alice L. Pérez Sánchez (Costa Rica, 23 de diciembre de 1963) fue la Vicerrectora de Investigación de la Universidad de Costa Rica entre el año 2012 al 2016.  Dr. Pérez tiene una Licenciatura en Química (1989) de la Universidad de Costa Rica, y un Ph.D. En química orgánica de Universidad de Fraser del Simon, Canadá. Es una profesora  en el departamento de química en la Universidad de Costa Rica, e investigadora en el Centro de Investigaciones en Productos Naturales, CIPRONA.  Ella se desempeñó como directora del CIPRONA desde el año 2002 al 2010 y del  programa doctoral de ciencia en la misma universidad de 2009 a 2012.  Su foco de trabajo científico en la síntesis de orgánico anti-parásito y anti-sustancias químicas de cáncer.